# 테라포마스
테라포마스(テラフォーマーズ)는 일본의 만화책 및 애니메이션이다.

## 애니화
2014년에 애니화가 공개되었다. 2014년 9월에 방영하여 2014년 12월에 방영이 종료되었다.

## 실사 영화
일본에서는 2016년 4월 29일에 개봉했다.